# Pons de Peynier
Pour les articles homonymes, voir Peynier (homonymie).
Pons de Peynier (av.1079- ap.1131), est un vicomte de Marseille.

## Biographie
Pons est le fils de Jaufre Ier et de Rixendis de Millau
En 1116, il se rapproche du comte de Provence que sa famille avait ignoré depuis 1079, à la suite de l'affaire Aicard, son frère, l'archevêque d'Arles.
Il épouse Garrejade, avec qui il aurait eu les enfants suivants : 
- Aicard, prévôt de la cathédrale de Marseille ;
- Bertrand, vicomte de Marseille ;
- Geoffroi ;
- Hugues Geoffroi, vicomte de Marseille.